# Ласло Над
Ласло Над (на унгарски: Nagy László) е унгарски поет, преводач, график, носител на награда „Кошут“, посмъртно член на Дигиталната литературна академия. Също така е и носител на Международната Ботевска награда (1976), почетен гражданин на град Смолян (1976).

## Биография
Ласло Над е роден във Фелшьоисказ, окръг Веспрем. Баща му Бела Над (1889 – 1969) като признат земеделец заема различни длъжности, сред които и съдия. Майка му, Ержебет Ваш (1905 – 1995) е дъщеря на земеделец, родена в Нярад. Родителите му се женят през 1923 г. и имат четири деца: Изабела, Мария, Ласло и Ищван. Брат му Ищван, известният под името Ищван Аг поет, е носител на наградите „Кошут“ и „Атила Йожеф“.
Ласло Над завършва основно училище във Фелшьоисказ (1931 – 1938 г.) През август 1935 г. заболява от остеомиелит, който атакува крака му. Претърпява няколко операции, но са увредени нервите на крака, и това го принуждава да използва протези до края на живота си. Поради болестта си успява да завърши пети клас едва през 1938 г., но с отлични резултати.
В периода 1938 – 1941 г. учи в Папа. Тук Шандор А. Тот насочва талантливото момче в попрището на художник. През 1941 – 1945 г. продължава образованието си в Търговската гимназия на Реформатския колеж. Завършва през юли 1945 г. Следващата година прекарва в Исказ.
През август 1946 г. заминава за Будапеща. Там започва следването си в Университета по приложни изкуства със специалност графика. През 1947 г. се записва в Университета по изящни изкуства, специалност рисуване. През това време започват да се появяват и първите му стихове: първо в студентски вестник, а след това, през декември 1947 г., в списание „Валошаг („Реалност“). Включен е и в известната антология на Ищван Шьотер „Четири поколения“. През лятото на 1948 г. решава да стане поет и през есента се записва във Факултета по хуманитарни науки на Католическия университет „Петер Пазман“, специалности унгарска филология, социология и философия, като след половин година се прехвърля в специалност руска филология, за да може да превежда Сергей Есенин.
Вече не като студент, а като признат млад поет, получава стипендия за обучение в България, за да научи български език и да превежда. От есента на 1949 г. до лятото на 1951 г. прекарва в България близо две години, а и после често се връща там.
На 20 август 1952 г. се жени за поетесата Маргит Сечи (1928 – 1990). През 1953 г. се ражда синът им Андраш. От август 1953 г. до февруари 1957 г. Над е редактор, а след това и главен редактор на младежкото списание „Кишдобош“. От 1959 г. до смъртта си е графичен редактор, а след това старши сътрудник във вестник „Елет еш иродалом“ („Живот и литература“).
През 1966 г. получава наградата „Кошут“. През 60-те години прави илюстрации към няколко свои стихосбирки. От февруари 1975 г. си води дневник ежедневно, който е публикуван през 1994 г. под заглавието „Фрагментарна хроника“.
На 29 януари 1978 г., възстановявайки се от грип, присъства на авторска вечер на съпругата си. На следващата сутрин умира, причината за смъртта е сърдечен инфаркт. Погребан е в Будапеща.

## Връзка с България
Ласло Над има голяма заслуга за България – той прави българските песни и българската поезия достъпна за унгарците. Превежда три сборника с българско народно творчество: „Сабя и гъдулка“ (1950), „Кръвта на соколите“ (1960), „Свещи по гори и поля“ (1976), както и класическа и съвременна българска поезия: Христо Ботев, Пейо Яворов, Гео Милев, Христо Смирненски, Никола Вапцаров, Ламар и др., включени в няколко антологии на българската поезия. Издава и сборник на народната поезия на южните славяни. В град Смолян се намира къщата музей, посветена на Ласло Над и неговата работа като поет и художник. Там са изложени ръкописи на поета, преводи, рисунки, лични вещи и снимки.
На български език е превеждан от Атанас Далчев и Александър Муратов, Вътьо Раковски, Григор Ленков, Димо Боляров, Иван Радоев, Йордан Милев, Михаил Берберов, Найден Вълчев, Нино Николов, Александър Миланов, Светла Кьосева, Кирил Кадийски, Димитър Милов, Петър Велчев.

## Отличия и награди
- 1950, 1953, 1955: Носител на награда „Атила Йожеф“
- 1968: Златен венец на Стружките вечери на поезията
- 1966: Носител на награда „Кошут“
- 1976: Лауреат на „Международната Ботевска награда“

## Стихосбирки, публикувани на български език
- „Обожаване на горещия вятър“ (1976)
- „С лице към морето“ (2002)
- „Южен обред“ (2005)
- „Не обяснявай чудесата – чудодействай“ (2014)